# Rothwein
Rothwein ist eine Ortschaft mit Zerstreuten Häusern und Katastralgemeinde in der Gemeinde Eibiswald (Weststeiermark). Am 1. Jänner 2024 zählte die Ortschaft 24 Einwohner. Bis Ende 1968 war Rothwein eine eigenständige Gemeinde.

## Etymologie
Zur Herkunft des Namens gibt es verschiedene Deutungen, er kann, wie bei anderen deutsch klingenden Ortsnamen im ehemals slowenischen Sprachraum, auf das Wort Radovna zurückgeführt werden oder von radvanje, raduvanje und damit auf eine Wortwurzel mit der Bedeutung „froh“. Im Jahr 1329 wird der Ort als „die Radwein“ erwähnt. Publiziert ist auch eine mögliche Ableitung vom slawischen Personennamen Rad(o)van. Der Name kommt auch für einen Ortsteil der Gemeinde Gorje (Göriach) im Gebiet Gorenjska (Oberkrain) in Slowenien vor.
Ob der Name tatsächlich ein ehemaliges Weinbaugebiet oder eine Rodungsfläche dafür bezeichnet, ist nicht belegt, es wäre angesichts des Klimas (die Umgebung bilden große Wälder) und der Höhenlage um 800 m Seehöhe nicht wahrscheinlich. Scherzhafte Nennungen erwähnen keine tatsächlichen Belege.

## Geschichte
Mit 1. Jänner 1969 wurden Rothwein und ein Teil von Stammeregg nach Aibl eingemeindet.